# Pandoravenator
Pandoravenator ("Pandořin lovec") byl rod teropodního dinosaura z kladu Tetanurae, žijícího v období svrchní jury (stupně oxford – tithon, asi před 163 až 145 miliony let) na území současné argentinské Patagonie (provincie Chubut). Fosilie (v podobě fragmentárně dochované postkraniální kostry) tohoto dinosaura byly objeveny v sedimentech souvrství Cañadón Calcareo a vědecky byly popsány v roce 2017 paleontology Oliverem Rauhutem a Diego Polem. Typový a jediný známý druh je P. fernandezorum.

## Popis
Pandoravenator byl zřejmě menším masožravým dinosaurem, lovícím malé a středně velké obratlovce.